# 土屋操
土屋 操（つちや みさお、明治14年（1881年）5月1日 - 昭和22年（1947年）4月20日）は、山梨県出身の郷土史家。号は節堂。

## 略歴
山梨県東山梨郡七里村（現・甲州市塩山）に、父「作甫」、母「ただ」の長男として生まれる。土屋昌次の子孫。明治28年（1895年）4月に山梨県立甲府中学校（現在の山梨県立甲府第一高等学校）に入学し、明治33年に卒業とともに早稲田大学に進学し坪内逍遥に師事。明治37年（1904年）3月に卒業した。
卒業後、山梨県立高等女学校（現・山梨県立甲府西高等学校）に勤務、明治38年12月には一年志願兵として近衛歩兵第2連隊に入隊。除隊後の明治40年5月に甲府市立商業学校（現在の甲府市立甲府商業高等学校）、大正13年5月に山梨県女子師範学校、大正15年10月に山梨県立山梨高等女学校（現在の山梨県立山梨高等学校）に勤務し、昭和15年（1940年）3月の退職後も山梨県立農林学校、山梨県立日川中学校において嘱託講師として勤務するなど、40年にわたり歴史の教員を務めている。
1915年（大正4年）に若尾財閥の三代目・若尾謹之助により企図された「山梨県志」の編纂事業では広瀬廣一や赤岡重樹らと編纂委員として参加する。「山梨県志」の刊行は関東大震災と若尾家の没落により頓挫するが、編纂事業で調査、蒐集された史料は土屋と功刀亀内により「甲州文庫」として集成され、今日に伝わっている。また、土屋は広瀬、赤岡らとともに「山梨県志」の事業を受けて1920年（大正9年）に山梨県により実施された「史跡名勝天然記念物」調査にも参加し、1930年（昭和5年）9月に設立された「甲斐郷土研究学会」にも参加している。

## 著作
- 『年代基準甲斐国史解』徴古堂　明治40年(1907年)刊
- 『歴史地理の甲斐』徴古堂　明治43年(1910年)刊
- 『悲壮史談 武田落』磯部甲陽堂　大正2年(1913年)刊
- 『甲斐史』郎月堂　大正4年(1915年)刊
- 『武田史跡』柳正堂　大正8年(1919年)刊
- 『趣味の甲斐史』柳正堂　大正13年(1924年)刊
- 『日本歴史と郷土史との連絡』山梨県　昭和8年(1933年)刊
- 『国史連絡甲斐郷土史』柳正堂　昭和8年(1933年)刊
- 『甲斐の勤皇家山縣大弐』柳正堂　昭和18年(1943年)刊

## 親族
- 長男：土屋嘉男（俳優）